# Ohnisková vzdálenost

Ohnisko F a ohnisková vzdálenost f pro spojku, rozptylku a konkávní a konvexní kulové zrcadlo

Ohnisková vzdálenost nebo obrazová vzdálenost je vzdálenost čočky nebo zakřiveného zrcadla od jejich ohniska.
Pokus o nahrazení českým výrazem žárka se neujal.

## Značení
- Symbol veličiny: f
- Základní jednotka: metr, značka jednotky: m

## Definice
Fyzikálně jednoznačnou definici ohniskové vzdálenosti vyslovil C. F. Gauss:
Ohnisková vzdálenost předmětového (obrazového) prostoru je podíl lineární velikosti obrazu (předmětu) v ohniskové rovině k zdánlivé velikosti předmětu (obrazu) nekonečně vzdáleného.
Z toho vyplývá, že obecně mohou existovat pro daný optický systém dvě různé hodnoty ohniskové vzdálenosti, jedna pro prostor, kde se nachází předmět, tedy „před“ optickým systémem (tzv. předmětové ohnisko), druhá pro prostor, kde se vytváří obraz, tedy „za“ optickým systémem (tzv. obrazové ohnisko).
Převrácená hodnota ohniskové vzdálenosti se nazývá optická mohutnost a měříme ji v dioptriích.

## Vlastnosti

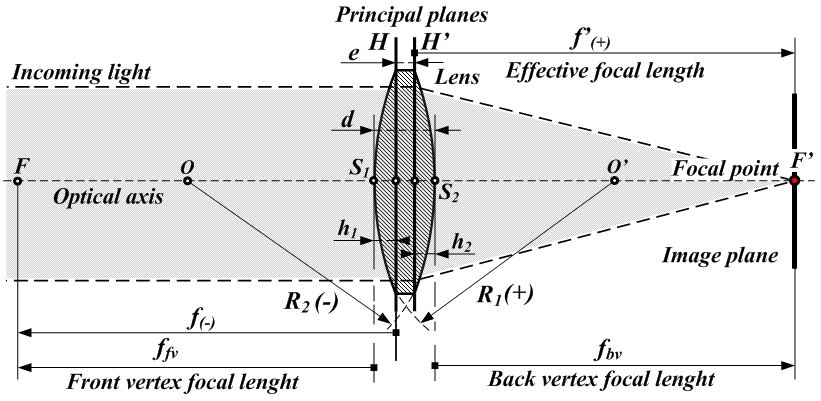
f'- Efektivní ohnisková vzdálenost.
f_{fv} - Předmětová ohnisková vzdálenost.
f_{bv} - Obrazová ohnisková vzdálenost.

U spojné čočky je obrazová ohnisková vzdálenost kladná a odpovídá vzdálenosti obrazového ohniska od obrazové hlavní roviny. Obrazové ohnisko se nachází v obrazovém prostoru, tedy "za" optickým systémem.
Pro rozptylku se obrazová ohnisková vzdálenost uvádí jako záporná, a měří se opět od obrazové hlavní roviny k obrazovému ohnisku. Obrazové ohnisko se nachází v předmětovém prostoru, tedy "před" optickým systémem.
Je třeba podotknout, že u čoček závisí ohnisková vzdálenost na vlnové délce světla (tzv. barevná čili chromatická vada čoček).
U složitějších optických soustav, jakými jsou například fotografické objektivy, rozeznáváme několik různých ohniskových vzdáleností:
- efektivní – vzdálenost ohniska od optického středu  (efektivní ohnisková vzdálenost)
- přední – vzdálenost „předního“ ohniska od prvního optického prvku (předmětová ohnisková vzdálenost)
- zadní – vzdálenost „zadního“ ohniska od posledního optického prvku (obrazová ohnisková vzdálenost)

Symetrické čočky mají přední i zadní vzdálenost stejnou; u čoček zanedbatelné tloušťky se všechny tři vzdálenosti měří od jejího středu. Při charakterizaci objektivů se obvykle používá efektivní ohnisková vzdálenost.
Ohnisková vzdálenost kulového zrcadla je rovna polovině jeho poloměru. Znaménko je kladné pro konkávní a záporné pro konvexní zrcadla.

## Ohnisková vzdálenost ve fotografii
Ve fotografii určuje poměr velikosti filmového políčka (nebo snímače) a ohniskové vzdálenosti zorný úhel zachycené scény. Fotografické objektivy se podle ohniskové vzdálenosti rozlišují na širokoúhlé (s malou ohniskovou vzdáleností), normální (jejich úhel záběru zhruba odpovídá lidskému oku, takové snímky pak mají nejpřirozenější perspektivu) a teleobjektivy (ty jsou schopné „přiblížit“ i velmi vzdálené předměty a tak mají mnoho využití při fotografování sportu, divoce žijících zvířat).
Některé objektivy mají ohniskovou vzdálenost měnitelnou. Tato funkce se označuje zoom.

### Ukázky záběrů pořízených objektivy s různou ohniskovou vzdáleností

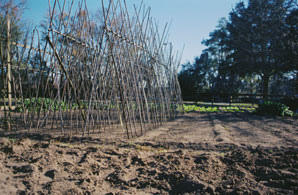
28mm
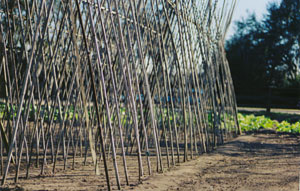
70mm
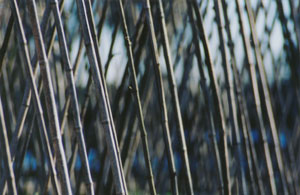
210mm